# Batalla de Long Island
La batalla de Long Island, a vegades coneguda com la batalla de Brooklyn, va ser un episodi de la Guerra d'Independència dels Estats Units que va succeir el 27 d'agost de 1776, sent la principal batalla després de la Declaració d'Independència dels Estats Units, la batalla més gran de tot el conflicte i la primera en la qual va participar un exèrcit dels Estats Units.
La batalla i les seves conseqüències immediates van estar marcades per la conquesta britànica de Nova York, convertint-se la ciutat en un centre polític i militar britànic d'operacions durant la guerra, l'execució de Nathan Hale i la pèrdua de gairebé una quarta part dels edificis de la ciutat en el Gran Incendi de Nova York. En les setmanes posteriors les forces britàniques van ocupar Long Island, però el General George Washington i el seu Exèrcit Continental van aconseguir recuperar la posició.